# ملاك رحمة (مسلسل)
ملاك رحمة مسلسل كويتي لعام 2021. تدور احداثه في ثمانينات القرن الماضي حول رحمه ممرضه تعاني من صدمات واضطرابات تحولها لسفاحه ترتكب سلسله من جرائم القتل في المشفى الذي تعمل فيه. 

## البطولة
- شجون الهاجري بدور «رحمة»
- مرام البلوشي بدور «ام بسمة»
- عبد الله التركماني بدور «المحقق عادل»
- عبدالله عبدالرضا بدور «شهاب»
- شوق الهادي بدور «ابتسام»
- حصة النبهان بدور «بسمة»
- أحمد العوضي بدور «يوسف»
- أريج العطار بدور « منال»
- حسين الحداد بدور «علي»
- الغالية « شقيقة بسمة »
- منصور البلوشي بدور «نواف»
- غدير السبتي بدور «ثريا»
- في الشرقاوي بدور «ام رحمة»

### ضيوف شرف
- حسن ابراهيم بدور «نوح»
- ياسة بدور «نعيمة»
- فاطمة البصيري بدور «ام علي»
- شهد سلمان بدور «فوزية»
- عصام الكاظمي بدور «الدكتور محسن»
- امل محمد بدور «أم يوسف»
- عذاري بدور «أم ثريا»

## وصلات خارجية
- ملاك رحمة على موقع قاعدة بيانات الأفلام العربية